# Дор (Талицкое сельское поселение)
Дор — деревня в Кирилловском районе Вологодской области.
Входит в состав Талицкого сельского поселения, с точки зрения административно-территориального деления — в Талицкий сельсовет.
Расстояние по автодороге до районного центра Кириллова — 65 км, до центра муниципального образования Талиц — 1,5 км. Ближайшие населённые пункты — Талицы, Чаща, Лопошилово, Сидоровское.
По переписи 2002 года население — 3 человека.